# Sveriges skolminister
Skolminister har i Sverige varit en titel för ett statsråd inom Utbildningsdepartementet. När en skolminister har ingått i regeringen har denne haft ansvar för grundskola, och vanligen också för förskola och gymnasieskola, medan utbildningsministern haft ansvar för högre utbildning och forskning. Den första skolministern var socialdemokraten Lena Hjelm-Wallén, som tillträdde 1974.

## Perioder utan skolminister
Mellan 2002 och 2004 var utbildningsminister Thomas Östros ansvarig för skolfrågor. Från det att Jan Björklund (L) befordrades till utbildningsminister 2007 fram till regeringen Anderssons tillträde 2021 hade utbildningsministern återigen ansvaret för skolfrågor. Andra titlar användes för den eller de övriga ministrarna i Utbildningsdepartementet, inklusive biträdande utbildningsminister, minister för högre utbildning och forskning och gymnasie- och kunskapslyftsminister. 
2025 förändrades fördelningen av ansvarsområden inom Utbildningsdepartementet i regeringen Kristersson, och de flesta av skolministerns ansvarsområden flyttades till att ännu en gång hamna under utbildningsministern. Därmed försvann användningen av titeln skolminister för ett statsråd. Gymnasie-, högskole- och forskningsfrågor flyttades i sin tur till en ny ministerpost under titeln gymnasie-, högskole- och forskningsminister.

## Lista över Sveriges skolministrar
| Nr  |  | Skolminister                       | Titel                     | Tillträdde       | Avgick            | Varaktighet        | Parti | Parti              | Regering                   |
| --- |  | ---------------------------------- | ------------------------- | ---------------- | ----------------- | ------------------ | ----- | ------------------ | -------------------------- |
| 1   |  | Lena Hjelm-Wallén (född 1943)      | Skolminister              | 4 januari 1974   | 8 oktober 1976    | 2 år och 278 dagar |       | Socialdemokraterna | Palme I S                  |
| 2   |  | Britt Mogård (1922–2012)           | Skolminister              | 8 oktober 1976   | 18 oktober 1978   | 2 år och 10 dagar  |       | Moderaterna        | Fälldin I C – M – FP       |
| 3   |  | Birgit Rodhe (1915–1998)           | Skolminister              | 18 oktober 1978  | 12 oktober 1979   | 0 år och 359 dagar |       | Folkpartiet        | Ullsten FP                 |
| (2) |  | Britt Mogård (1922–2012)           | Skolminister              | 12 oktober 1979  | 5 maj 1981        | 1 år och 205 dagar |       | Moderaterna        | Fälldin II C – M – FP      |
| 4   |  | Ulla Tillander (1931–1994)         | Skol- och ungdomsminister | 22 maj 1981      | 8 oktober 1982    | 1 år och 139 dagar |       | Centerpartiet      | Fälldin III C – FP         |
| 5   |  | Bengt Göransson (1932–2021)        | Skol- och kulturminister  | 8 oktober 1982   | 29 januari 1989   | 6 år och 113 dagar |       | Socialdemokraterna | Palme II S Carlsson I S    |
| 6   |  | Göran Persson (född 1949)          | Skolminister              | 29 januari 1989  | 4 oktober 1991    | 2 år och 248 dagar |       | Socialdemokraterna | Carlsson I S Carlsson II S |
| 7   |  | Beatrice Ask (född 1956)           | Skolminister              | 4 oktober 1991   | 7 oktober 1994    | 3 år och 3 dagar   |       | Moderaterna        | Carl Bildt M – FP – C – KD |
| 8   |  | Ylva Johansson (född 1964)         | Skolminister              | 7 oktober 1994   | 7 oktober 1998    | 4 år och 0 dagar   |       | Socialdemokraterna | Carlsson III S Persson S   |
| 9   |  | Ingegerd Wärnersson (född 1947)    | Skolminister              | 7 oktober 1998   | 16 januari 2002   | 3 år och 101 dagar |       | Socialdemokraterna | Persson S                  |
| 10  |  | Ibrahim Baylan (född 1972)         | Skolminister              | 21 oktober 2004  | 6 oktober 2006    | 1 år och 350 dagar |       | Socialdemokraterna | Persson S                  |
| 11  |  | Jan Björklund (född 1962)          | Skolminister              | 6 oktober 2006   | 12 september 2007 | 0 år och 341 dagar |       | Folkpartiet        | Reinfeldt M – C – FP – KD  |
| 12  |  | Lina Axelsson Kihlblom (född 1970) | Skolminister              | 30 november 2021 | 18 oktober 2022   | 0 år och 322 dagar |       | Socialdemokraterna | Andersson S                |
| 13  |  | Lotta Edholm (född 1967)           | Skolminister              | 18 oktober 2022  | 28 juni 2025      | 2 år och 253 dagar |       | Liberalerna        | Kristersson M – KD – L     |